# Erntebier
 (avril 2021).
Si vous disposez d'ouvrages ou d'articles de référence ou si vous connaissez des sites web de qualité traitant du thème abordé ici, merci de compléter l'article en donnant les références utiles à sa vérifiabilité et en les liant à la section « Notes et références ».
L'erntebier (« bière de récolte ») est un type de bière légère et maigre originaire de Bavière en Allemagne avec un taux d'alcool bas (4.5 à 5.5° Plato ou 2 à 3 % vol.). C'est une des rares einfachbier.
C'est une bière saisonnière que les fermiers brassaient afin de se rafraîchir à midi lors des récoltes. Quelques brasseries continuent à produire cette bière blonde légèrement houblonnée et peu effervescente.
Elle ressemble à la dünnbier ou à la leichtbier. 
Il existe aussi une ernte weisse brassée à partir de froment.